# 이성윤 (정치외교학자)
이성윤(李晟允, 1968년~)은 대한민국의 극우 성향 정치외교학자이다. 동아시아학 및 한국학, 북한학 전문가이며,하버드대학교 한국학연구소 연구위원 및 국립 아시아 연구국의 연구원을 지냈다. 현재는 우드로 윌슨 센터의 연구원으로 활동 중이다.